# Agonita amoena
Agonita amoena là một loài bọ cánh cứng trong họ Chrysomelidae. Loài này được Péringuay miêu tả khoa học năm 1908.